# A Calle
Pour les articles homonymes, voir Calle.
A Calle en galicien, ou Calle en espagnol, est un hameau de la parroquia (paroisse civile) de San Breixo de Ferreiros dans le municipio (canton) d'O Pino, comarque de Arzúa, province de La Corogne, communauté autonome de Galice, au nord-ouest de l'Espagne.
Ce hameau est le premier du municipio de O Pino traversé par le Camino francés du Pèlerinage de Saint-Jacques-de-Compostelle.

## Patrimoine et culture

### Pèlerinage de Compostelle
Par le Camino francés du Pèlerinage de Saint-Jacques-de-Compostelle, le chemin vient du hameau d'A Calzada dans le municipio (commune ou canton) d'Arzúa.
La prochaine halte est le hameau d'A Boavista, dans le municipio d'O Pino.

## Sources et références
- (fr) Grégoire, J.-Y. & Laborde-Balen, L. , « Le Chemin de Saint-Jacques en Espagne - De Saint-Jean-Pied-de-Port à Compostelle - Guide pratique du pèlerin », Rando Éditions, mars 2006,  (ISBN 2-84182-224-9)
- (fr) « Camino de Santiago St-Jean-Pied-de-Port - Santiago de Compostela », Michelin et Cie, Manufacture Française des Pneumatiques Michelin, Paris, 2009,  (ISBN 978-2-06-714805-5)
- (fr) « Le Chemin de Saint-Jacques Carte Routière », Junta de Castilla y León, Editorial

1. ↑  (es) www.codigospostales.info Codes postaux de La Corogne
2. ↑  (gl) toponimia.xunta.es Toponimia de Galicia